# Burgruine Dreienburg
Die Burgruine Dreienburg, im Volksmund Alter Keller genannt, ist die Ruine einer Spornburg im Südostteil des Dreienbergs in der Gemarkung der Gemeinde Friedewald im hessischen Landkreis Hersfeld-Rotenburg.

## Geographische Lage

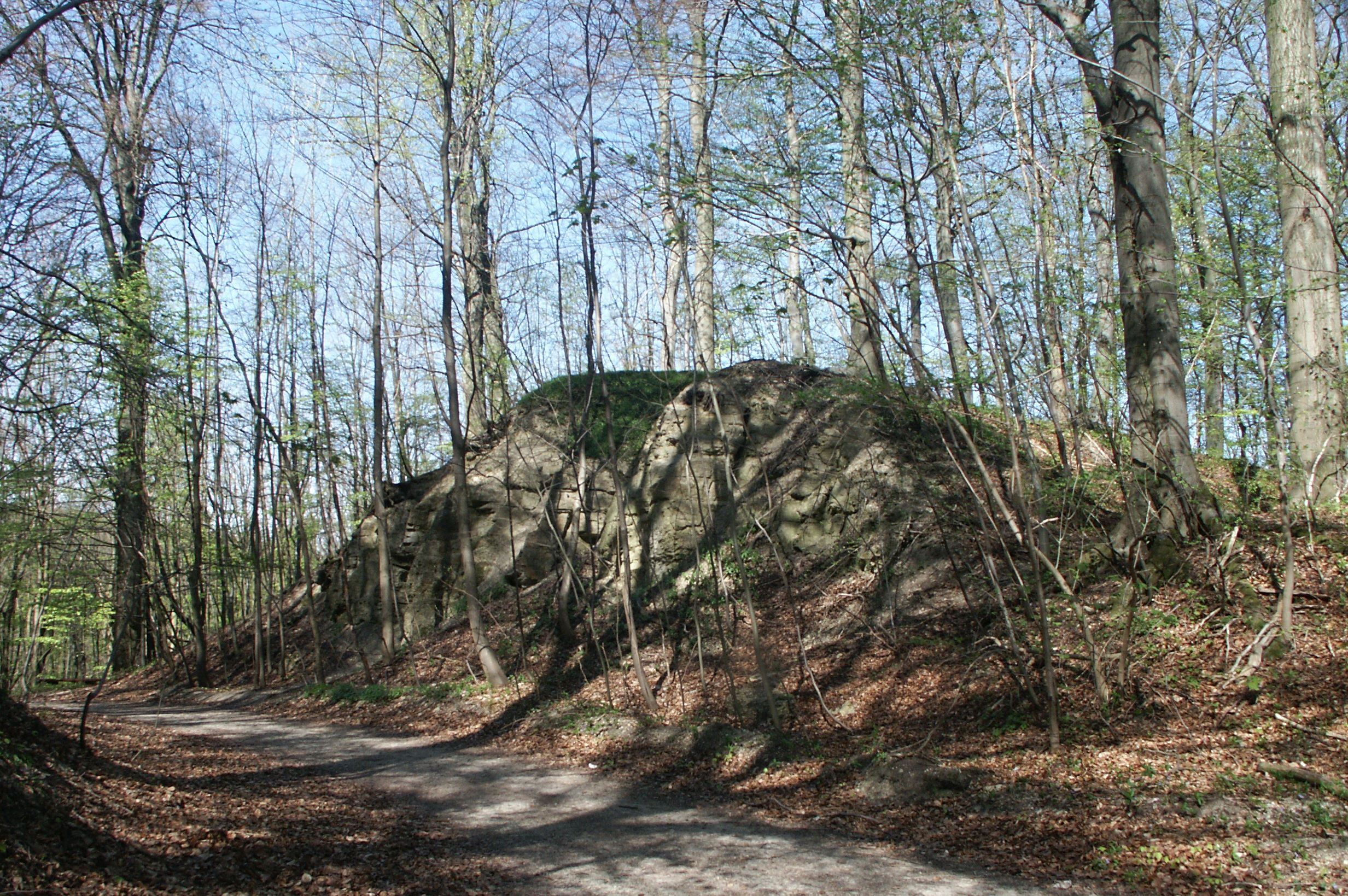
Halsgraben mit Blick auf den Burgberg

Die Burgruine Dreienburg befindet sich in der Kuppenrhön, einem Teil des Mittelgebirges Rhön, bei Lautenhausen (südöstlicher Ortsteil von Friedewald) am Osthang der Linsenkuppe (515 m ü. NN) und damit auf dem Südostteil des Dreienbergs (max. 525 m ü. NN), dem nördlichsten Berg der Rhön.
Der Geländesporn, auf dem sich die Ruine bei rund 441 m Höhe befindet, ragt in östlicher Richtung in das oberste Tal des Stärkelsbachs vor, einem westlichen Werra-Zufluss. Von hier hat man, heutzutage nur noch zwischen den Bäumen hindurch, weite Einsicht in das Werratal und zur Kuppenrhön (unter anderem auch zur Burg Landeck). Lautenhausen liegt nordöstlich, etwa 105 m unterhalb der Ruine, die sich auf der Gemarkungsgrenze von Friedewald und seinem Ortsteil befindet.

## Geschichte
Die Entstehungszeit der Burganlage, die wahrscheinlich von der Abtei Hersfeld als Schutzburg gegen Hessen in Auftrag geben wurde, ist nicht bekannt. Die erste indirekte erste urkundliche Erwähnung fand 1257 statt, als der Burgherr Hertwig von Drigenberg genannt wurde. Im Jahre 1296 wurde eine Wolprat de Drigenberck genannt. 
Die Burg kann möglicherweise mit der 1428 genannten Warte zu Lautenhausen in Verbindung gebracht werden, die in einer Grenzbeschreibung zwischen dem hessischen Amt Friedewald und dem Territorium der Abtei Hersfeld erwähnt wird.
Eine urkundliche Erwähnung der Dreienburg als Wüstung mit dem Vermerk, dass dort in Vorzeiten ein Schloss gewesen sei, erfolgte aber erst 1579 im Friedwalder Salbuch. In einer Mercator-Karte von 1592 ist die Burg als Ruine eingezeichnet.
Die Ruine wurde im Jahre 1642 das letzte Mal erwähnt.

## Anlage
Von der als Kulturdenkmal ausgewiesenen Burgruine Dreienburg sind noch Mauerreste des 1901 und bei ungenehmigten Grabungen 1973 erneut freigelegten Wohnturms und der Halsgraben zur Bergseite zu sehen. Die Grundmauern des quadratischen Wohnturms mit 8,5 m  Seitenlänge bestehen zum Teil aus Buckelquadern. Die weitere Befestigung besteht aus einem Burggraben mit Außenwall. Am Ostende des Burgareals deutet eine Senke auf den Standort eines weiteren Gebäudes. Hier lag auch das Ende des ursprünglichen Zugangs zur Burg von Südosten. Eine vermutete Vorburg im Osten ist durch einen Abschnittsgraben von der Hauptburg angedeutet. Ein weiterer Graben nach Osten deutet eine weitere Unterteilung oder den Abschluss des Burgareals nach Osten an.